# The Almighty

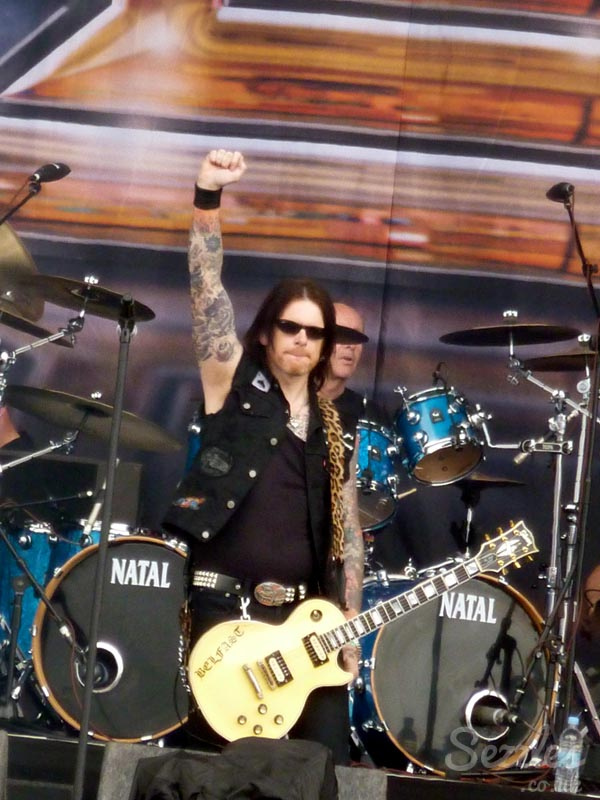
Рикки Уорвик (2011)

The Almighty (с англ. — «Всемогущий») — шотландская рок-группа, основанная в 1988 году бывшим участником New Model Army Рикки Уорвиком. Группа сочетала панк-рок и хэви-метал и добилась наибольшего успеха с альбомами Soul Destruction и Powertrippin’, вышедшими в начале 1990-х. В 2008 года группа прекратила существование, а фронтмен Рикки Уорвик занялся сольной карьерой.

## История
The Almighty основана гитаристом Рикки Уорвиком в 1988 году в Глазго. Его предыдущая группа — New Model Army — распалась и Уорвик собрал свой собственный коллектив. В состав The Almighty вошли соло-гитарист Tantrum, бас-гитарист Флойд Лондон и барабанщик Стамп Монро. Изначально группа играла панк-рок, но под влиянием музыкальных трендов того времени переключилась на хард-рок, соответствуя байкерской эстетике. The Almighty подписали контракт с Polydor Records и начали работу над дебютным альбомом с продюсером Энди Тейлором, бывшим гитаристом Duran Duran. В 1989 году вышла пластинка Blood, Fire and Love, хорошо принятая критиками, за которой последовал длительный концертный тур.
В 1991 году выходит второй альбом Soul Destruction. Он достигает 22 места в британском чарте. Во время гастролей в поддержку альбома группу покидает гитарист Tantrum, его место занимает Пит Фризен, ранее выступавший с Элисом Купером. В 1993 году выходит очередной альбом Powertrippin’. Несмотря на поддержку в продвижении альбома на американский рынок, у группы ухудшаются отношения со звукозаписывающей компанией и вскоре покидают лейбл Polydor Records. К тому времени The Almigthy хорошо зарекомендовали себя в Великобритании, входя в число ведущих исполнителей хард-рока наряду с Wildhearts, Wolfsbane и Thunder, но были практически неизвестны в США.
В 1994 году группа подписывает контракт с Chrysalis Records, а также получает поддержку Sanctuary Records. В результате, следующий альбом группы — Crank (1995) — демонстрирует возврат группы от хэви-метала к изначальному панк-рок-звучанию. В 1996 году на лейбле Castle Communications выходит очередной альбом Just Add Life, содержащий хитовую песню «All Sussed Up». Тем не менее, трения со звукозаписывающей компанией приводят к временному распаду группы.
The Almighty возвращаются лишь в 2000 году. Гитариста Пита Фризена заменяет Ник Парсонс, а бас-гитариста Флойда Лондона — Гав Грэй. В 2001 году выходит шестой студийный альбом Psycho-Narco. The Almighty продолжает выступать время от времени на протяжении следующих лет, выпуская сборники и записи живых выступлений. Последняя компиляция выходит в 2008 году, после чего Уорвик теряет интерес к группе, сосредоточившись на сольной карьере, а также выступлениях с Black Star Riders (экс-Thin Lizzy).

## Состав группы
| Окончательный состав - Рикки Уорвик — вокал, гитара (1988—2001, 2006—2009) - Стамп Монро — барабаны (1988—2001, 2006—2009) - Пит Фризен — гитара (1991—1996, 2006—2009) | Бывшие участники - Флойд Лондон — бас-гитара (1988—2000, 2006—2008, 2009) - Tantrum — гитара (1988—1991) - Ник Парсонс — гитара (2000—2001) - Гав Грей — бас-гитара (2001) |

Хронология

## Дискография
| - 1989 «Destroyed» - 1989 «Power» UK No. 82 (82 место в UK Singles Chart) - 1990 «Wild and Wonderful» UK No. 50 - 1991 «Free 'n' Easy» UK No. 35 - 1991 «Devils Toy» UK No. 36 - 1991 «Little Lost Sometimes» UK No. 42 - 1993 «Addiction» UK No. 38 - 1993 «Over the Edge» UK No. 38 - 1993 «Out of Season» UK No. 41 - 1994 «Wrench» UK No. 26 - 1995 «Jonestown Mind» UK No. 26 - 1996 «All Sussed Out» UK No. 28 - 1996 «Do You Understand» UK No. 38 - Soul Destruction Live (VHS) — (1991) - Official Bootleg — Live at Glasgow Garage (DVD) — (2007) - All Proud, All Live, All Mighty (DVD) — (2008) | - Blood, Fire and Love (1989) - Blood, Fire and Love — live (1990) UK No. 62 - Soul Destruction (1991) UK No. 22 - Powertrippin' (1993) UK No. 5 - Crank (1994) UK No. 15 - Crank and Deceit: Live in Japan [выпущено только в Японии] (1995) - Just Add Life (1996) UK No. 34 - The Almighty (2000) UK No. 154 - Psycho-Narco (2001) - Wild and Wonderful — сборник (2002) - Anth’f**ing’ology — сборник (2007) UK No. 165 - All Proud, All Live, All Mighty — live (2008) - The All Fuckin B-Sides Vol 1 — сборник (2008) - Saw V Original Motion Picture Soundtrack (2008) - Песня «Bandaged Knees» использовалась в титрах Mad Dogs and Englishmen (1995) |